# Обрядовка
Обря́довка (рос. Обрядовка) — присілок у складі Притобольного району Курганської області, Росія. Входить до складу Ялимської сільської ради.
Населення — 188 осіб (2010, 255 у 2002).
Національний склад станом на 2002 рік:
- росіяни — 99 %